# 安田実秀
安田 実秀（やすだ さねひで）は、戦国時代の武将。上杉氏の家臣。越後国北蒲原郡白河庄の安田城主。

## 略歴
安田氏は北越後の豪族・揚北衆の一つ。
越後守護・上杉定実及び定実を擁する守護代・長尾為景に従う。「実秀」の署名は永正10年（1513年）に中条藤資と和睦した際の書状に見られ、その時の仮名は「弥太郎」とある。それ以前、永正4年（1507年）と永正5年（1508年）に得た感状にある「安田但馬守」がこの実秀であると比定されている。
永正10年（1513年）、上杉定実と長尾為景が対立すると安田氏は定実方に加担したが、為景の斡旋により為景方に属していた中条藤資と和睦して為景方となった。だが同年の内に再び定実方に寝返ったために為景軍（中条藤資・築地忠基ら）の攻撃を受け、安田城は陥落した。その時に戦没したとする説もあるが、史料上死去と断じたものはない。その後、大永7年（1527年）「安田弥太郎」が大熊政秀と書状を交わしており、これを実秀と比定する説もある。
上杉謙信の家臣として著名な、安田城主・安田長秀（治部少輔）は、その活動から実秀の子であると比定されている。『安田町史』が引く「安田氏系譜」によると、長秀の先代当主は名を不明としている。